# Fuenteliante (kommun)
Fuenteliante är en kommun i Spanien.   Den ligger i provinsen Provincia de Salamanca och regionen Kastilien och Leon, i den centrala delen av landet, 250 km väster om huvudstaden Madrid. Antalet invånare är 117.